# Homem de Nebraska

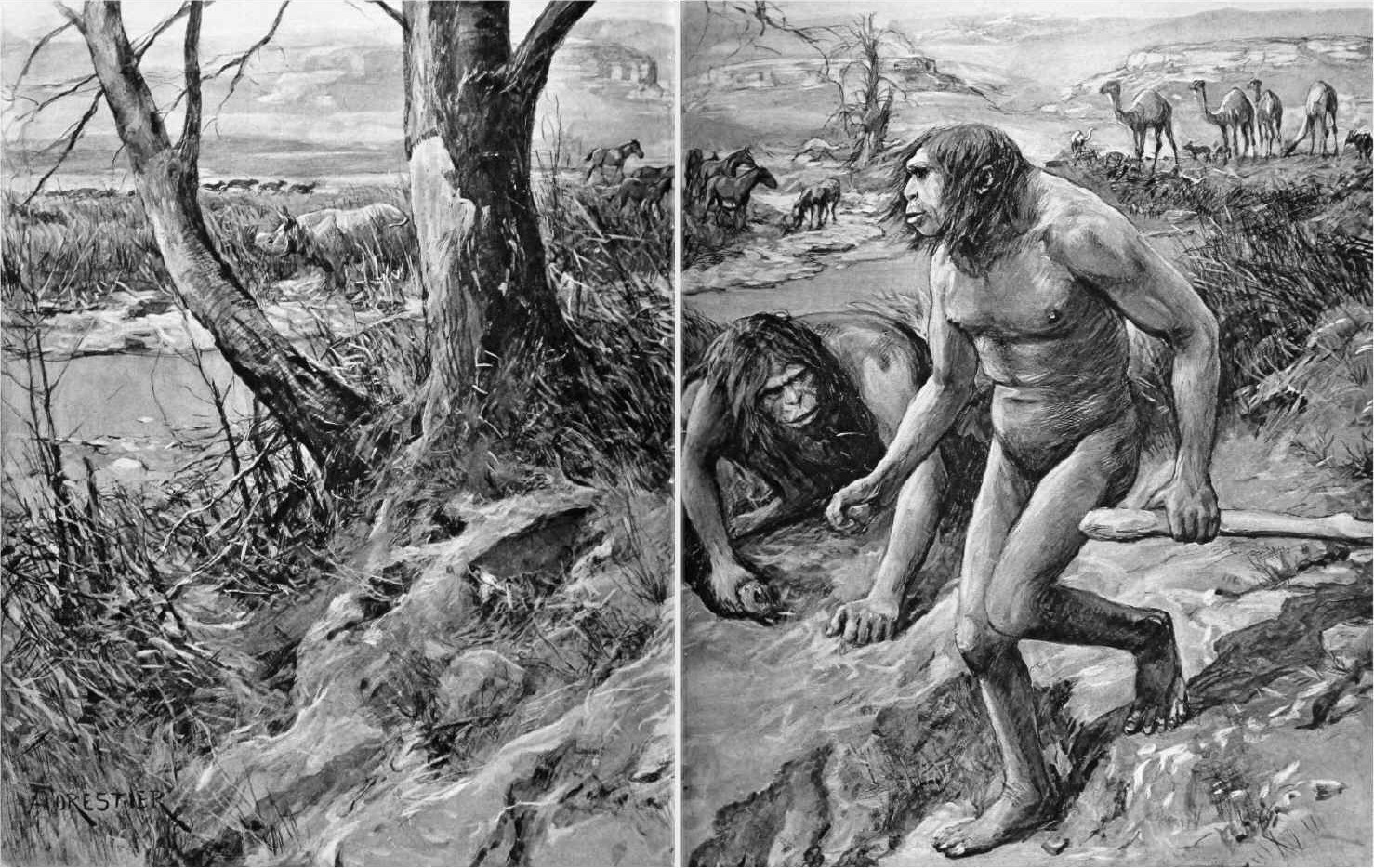
Esta ilustração de H. haroldcookii, pelo artista Amédée Forestier, foi inspirado no Homem de Java.

Homem de Nebraska foi um nome aplicado ao Hesperopithecus haroldcookii, uma suposta espécie de macaco. Hesperopithecus significa "macaco do mundo ocidental", e foi anunciado como o primeiro maior primata da América do Norte. Haroldcookii foi dado como o nome da espécie em referência ao descobridor do dente, Harold Cook. Ele foi originalmente descrito por Henry Fairfield Osborn, em 1922, através de um dente que o fazendeiro e geólogo Harold Cook encontrou em Nebraska, em 1917. A descoberta foi feita por volta de dez anos após a descoberta do Homem de Piltdown, um outro possível ancestral humano, que acabou por ser uma farsa. Embora o homem de Nebraska não tenha sido uma farsa deliberada, a classificação original provou ser um erro.

## História

### Descoberta e exame

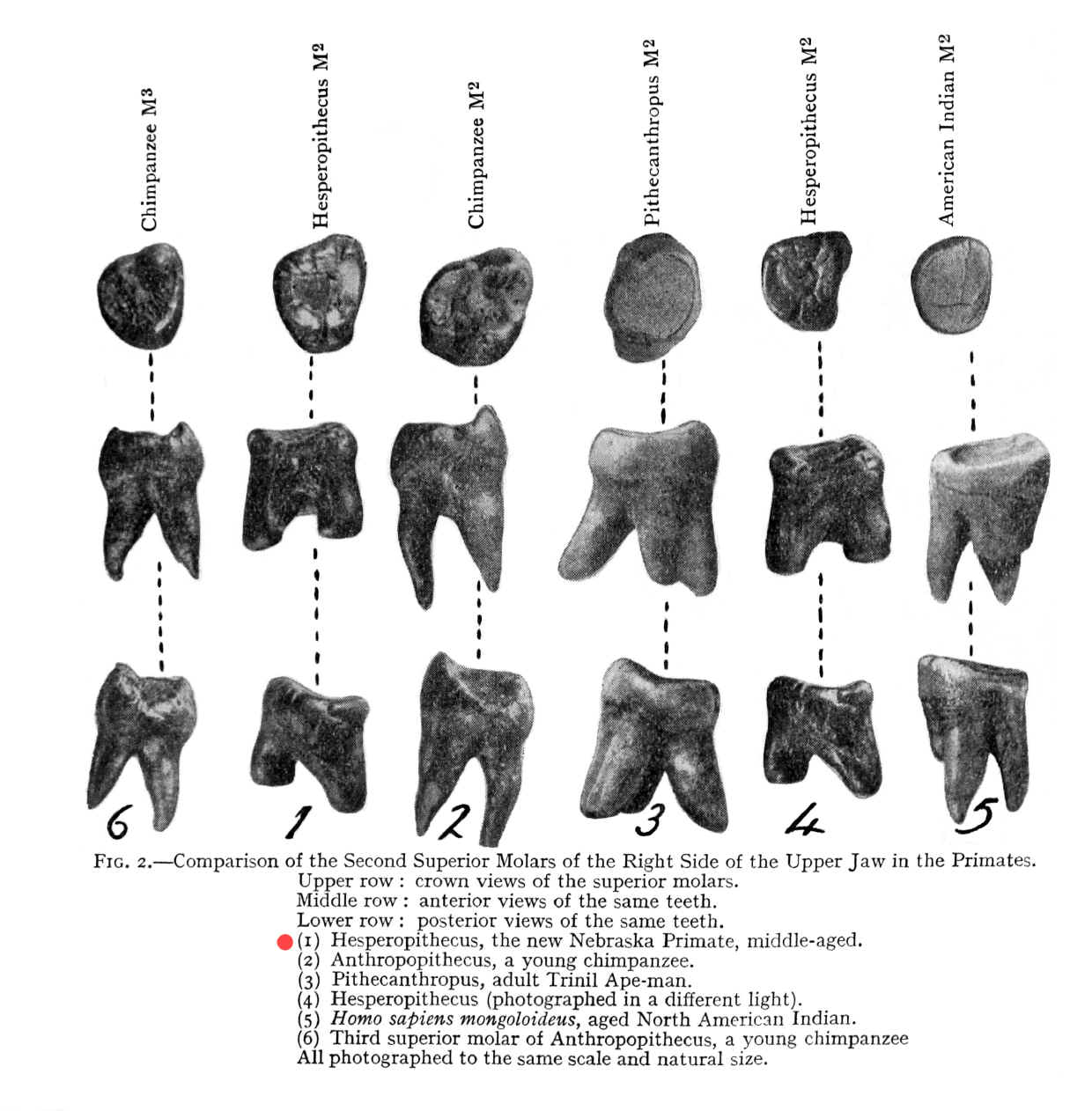
Uma comparação do dente do Hesperopithecus com os de outros primatas

Em fevereiro de 1922, Harold Cook escreveu para o Dr. Henry Osborn para informá-lo do dente que ele tinha na sua posse por algum tempo. O dente tinha sido encontrado anos antes, na camada superior do Snake Creek em Nebraska, juntamente com outros fósseis típicos da América do Norte. Dr. Osborn recebeu a amostra em Março de 1922, e rapidamente partiu para identificá-lo. Osborn, juntamente com o Dr. William D. Mateus logo chegou à conclusão de que o dente pertencia a um símio antropóide. Em seguida, eles passaram o dente junto a William K. Gregory e Dr. Milo Hellman, que concordaram que o dente pertencia a um símio antropóide mais estreitamente relacionados aos seres humanos do que outros primatas. Apenas alguns meses mais tarde, um artigo foi publicado na Science anunciando a descoberta de um "macaco humanoide" na América do Norte. Uma ilustração de H. haroldcookii foi feito pelo artista Amédée Forestier, que modelaram o desenho sobre as proporções do "Pithecanthropus" (Homo erectus), o "Homem de Java" para o Illustrated London News. Osborn não ficou impressionado com a ilustração, chamando-o: "um produto da imaginação de nenhum valor científico, e, sem dúvida, imprecisos".

### Retração
O desenho imaginativo do Homem de Nebraska foi o trabalho de um ilustrador em colaboração com o cientista Grafton Elliot Smith feito para uma revista popular britânica, não para uma publicação científica. Osborn evitou especificamente qualquer alegação extravagante sobre o Hesperopithecus ser um homem-macaco ou um antepassado humano: 
"Eu não afirmei que Hesperopithecus era um homem-macaco ou na linha direta de ascendência humana, porque considero bem possível que possamos descobrir macacos antropóides (Simiidae) com os dentes imitando de perto os do homem (Hominidae) (...) Até que possamos garantir mais dentição, ou partes do crânio ou do esqueleto, não podemos ter certeza de que Hesperopithecus é membro dos Simiidae ou dos Hominidae." (Osborn, 1922).
Desde a sua descrição inicial, Hesperopithecus foi considerado como uma descoberta inconclusiva por uma grande parte da comunidade científica. Exames do espécime continuaram, e os descritores originais continuaram a desenhar as comparações entre o Hesperopithecus e macacos. Mais um trabalho de campo no sítio durante os verões de 1925 e 1926 revelaram outras partes do esqueleto. Essas descobertas revelaram que o dente foi identificado incorretamente. De acordo com estas peças descobertas, o dente não pertencia nem a um homem, nem a um macaco, mas a o fóssil de uma espécie extinta de porco chamada Prosthennops serus. A identificação errada foi atribuída ao fato de que o espécime original estava severamente saturado. A identificação anterior como um macaco, foi retraída na revista Science, em 1927.

## Criação vs. evolucionismo
Embora a identidade de H. haroldcookii não tenha alcançado a aceitação geral na comunidade científica, e a suposta espécie retraída cinco anos após o artigo original ter sido publicado por Osborn, criacionistas  promoveram o episódio como um exemplo dos erros científicos que podem prejudicar a credibilidade das teorias da paleontologia e da evolução dos hominídeos e como essa informação é revisada ou aceita como conhecimento convencional..

### Julgamento de Scopes
Durante o mesmo período de tempo da descoberta e o exame do dente, o ensino da evolução nas escolas públicas, foi incendiada no julgamento de Scopes. A acusação foi liderada por William Jennings Bryan. Dirigidos até o julgamento, Osborn e Bryan envolveram-se em um debate volta-e-vem sobre a validade das crenças do outro. No entanto, no julgamento, Osborn ficou calado sobre o assunto do homem de Nebraska.. A prova estava começando a se acumular contra o Hesperopithecus, e Osborn não queria colocar a defesa em risco de perda.